# Тохтуевское сельское поселение
Тохтуевское се́льское поселе́ние — бывшее муниципальное образование в Соликамском районе Пермского края Российской Федерации. Входило в состав Соликамского муниципального района, объединённого в 2018 году с Соликамским городским округом.
Административный центр — село Тохтуева.

## История
Статус и границы сельского поселения были установлены Законом Пермской области от 9 декабря 2004 года № 1884-410 «Об утверждении границ и о наделении статусом муниципальных образований Соликамского района Пермского края».
Упразднено совместно со всеми поселениями Соликамского муниципального района путём их объединения с Соликамским городским округом.

## Население
| 2010  | 2012  | 2013  | 2014  | 2015  | 2016  | 2017  |
| ----- | ----- | ----- | ----- | ----- | ----- | ----- |
| 2631  | ↗2680 | ↗2744 | ↗2806 | ↗2914 | ↗2991 | ↗3044 |
| 2018  |       |       |       |       |       |       |
| ↗3065 |       |       |       |       |       |       |

## Состав сельского поселения
| № | Населённый пункт | Тип населённого пункта       | Население |
| - | ---------------- | ---------------------------- | --------- |
| 1 | Жуланово         | село                         | 412       |
| 2 | Кокорино         | деревня                      | 4         |
| 3 | Кузнецова        | деревня                      | 24        |
| 4 | Села             | деревня                      | 522       |
| 5 | Тохтуева         | село, административный центр | ↘1274     |
| 6 | Чертёж           | деревня                      | 86        |